# Papuaistus
Papuaistus is een geslacht van rechtvleugeligen uit de familie Anostostomatidae. De wetenschappelijke naam van dit geslacht is voor het eerst geldig gepubliceerd in 1911 door Griffini.

## Soorten
Het geslacht Papuaistus omvat de volgende soorten:
- Papuaistus biroi Griffini, 1911
- Papuaistus brevicauda Karny, 1928
- Papuaistus griffinii Karny, 1924
- Papuaistus pallicrus Karny, 1924
- Papuaistus schultzei Griffini, 1911